# Radkovice (okres Plzeň-jih)
Radkovice (německy Radkowitz) jsou obec v okrese Plzeň-jih v Plzeňském kraji. Žije zde 112 obyvatel.

## Historie
První písemná zmínka o obci pochází z roku 1379. Ves byla majetkově rozdělena na drobné vladycké statky. Na některém díle vznikla i tvrz, zmiňovaná v roce 1679 již jen jako zbořeniště.

## Obyvatelstvo
| Rok            | 1869 | 1880 | 1890 | 1900 | 1910 | 1921 | 1930 | 1950 | 1961 | 1970 | 1980 | 1991 | 2001 | 2011 | 2021 |
| -------------- | ---- | ---- | ---- | ---- | ---- | ---- | ---- | ---- | ---- | ---- | ---- | ---- | ---- | ---- | ---- |
| Počet obyvatel | 268  | 267  | 241  | 249  | 274  | 270  | 263  | 195  | 190  | 161  | 144  | 125  | 91   | 120  | 91   |
| Počet domů     | 40   | 44   | 45   | 43   | 46   | 48   | 53   | 55   | 51   | 51   | 47   | 52   | 54   | 55   | 54   |

## Obecní správa
Mezi lety 1850–1960 byly Radkovice obcí v okrese Přeštice (1850–1950) a později v okrese Plzeň-jih. V letech 1960–1990 patřily jako část obce k Příchovicím a od 1. září 1990 jsou opět samostatnou obcí.

### Obecní symboly
Znak a vlajka byly obci uděleny rozhodnutím předsedy Poslanecké sněmovny Parlamentu České republiky dne 29. května 2007.

## Pamětihodnosti
Na vrchu Jindřín se dochovaly pozůstatky pravěkého hradiště Radkovice.

## Galerie

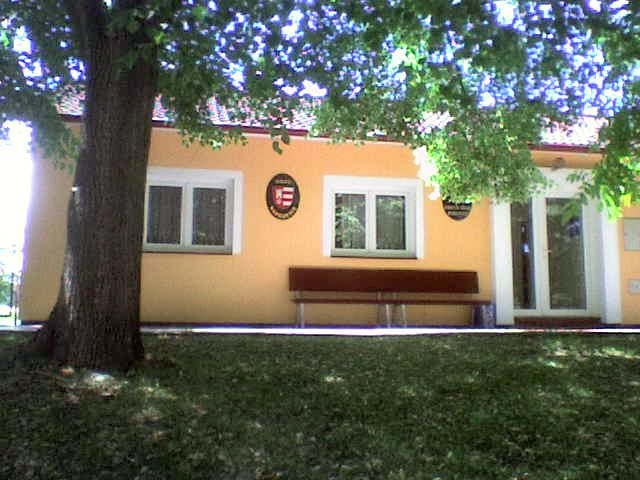
Obecní úřad
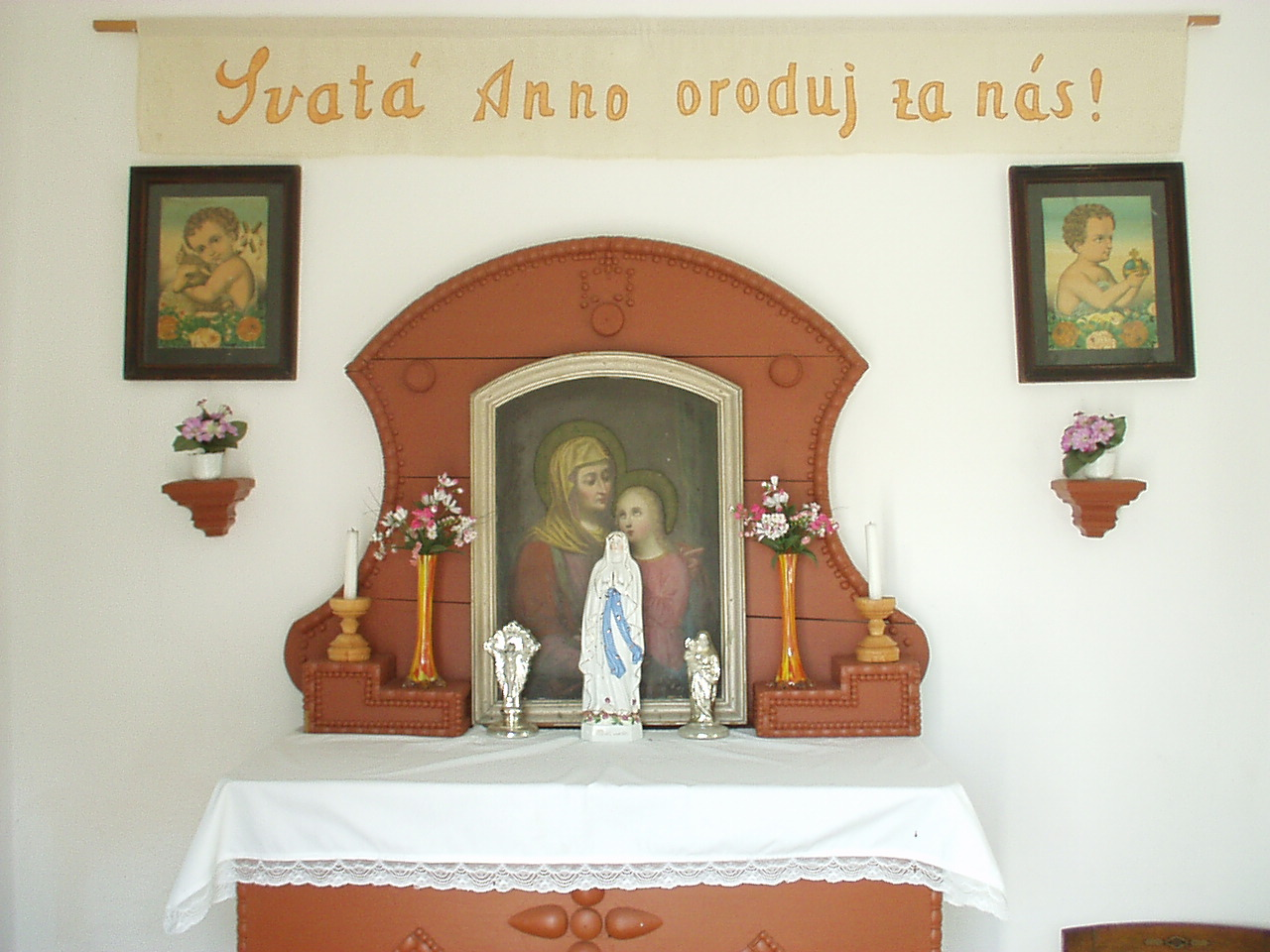
Interiér kapličky